# Dalmau VII de Rocabertí
Dalmau VII de Rocabertí i d'Urgell (? - 1324) fou vescomte de Rocabertí entre 1309 i 1324. Fou un militar i home de confiança de Jaume II i un dels principals actors de la conquesta aragonesa de Sardenya, avançant-se al gros dels expedicionaris amb 200 cavallers i 2.000 infants amb el seu oncle Guerau de Rocabertí i Desfar per ajudar Hug II d'Arborea, prenent Quart i assetjant el Castel di Castro durant el qual va perdre la vida.
Es va casar en segones noces amb Beatriu de Cabrenys, filla de Bernat Hug de Cabrenys, que va aportar la baronia de Cabrenys al patrimoni dels Rocabertí.
D'aquest matrimoni nasqueren vuit fills, entre els quals:
- Jofre V de Rocabertí, hereu del vescomtat
- Guillem Galceran de Rocabertí, casat amb Maria d'Arborea, filla del jutge Hug II d'Arborea. Va iniciar la branca dels Rocabertí de Cabrenys.
- Timbor de Rocabertí, casada amb Marià IV d'Arborea, fill i hereu del jutge Hug II d'Arborea